# Johann Mara
Johann Mara (Berlín, 1744 - Schiedam, 1808) fou un violinista i compositor alemany. Casat amb la cantant Elisabeth Mara la qual adoptà el seu cognom artístic.
Formà part de l'orquestra del príncep Enric de Prússia, però a causa del seu caràcter intemperant i viciós perdé les simpaties de la cort, pel qual intentà fugir, però va caure en poder dels soldats i fou empresonat en una fortalesa, recobrant la llibertat mercès a la influència de la seva esposa, la cèlebre cantant Gertrudis Elisabeth Schmehling, la qual cansada de la vida dissoluta del seu marit, acabà per separar-se'n, i Johann passà els últims anys de la seva vida en la més absoluta misèria i abjecció.
Fou un dels concertistes més notables de la seva època, i deixà nombroses composicions.